# Уилямс
Вижте пояснителната страница за други значения на Уилямс.
Уилямс (на английски: Williams) е отбор от Формула 1. Основан е през 1968 г. от сър Франк Уилямс, който е и негов съсобственик. Официалното име на тима е Williams Grand Prix Engineering Ltd.
Уилямс е един от малкото отбори във Формула 1, основан без подкрепата на автомобилен гигант или друг вид фирма, която да му осигури стабилна подкрепа. До 2005 година, тимът се радваше на плодотворното партньорство с германците от БМВ, но германският производител закупи швейцарския тим – Заубер Формула 1 и прекрати сътрудничеството си с Уилямс. За сезон 2006, сър Франк Уилямс осигурява двигатели, произведени от Косуърт.
Благодарение на тази личност, която понякога засенчва славата на пилотите в отбора си, „Уилямс“ е превъзмогнал много трудности. В това число и катастрофата, която сър Франк преживява през 1986 г. и която го оставя почти изцяло парализиран. Но в Уилямс има още една ключова фигура и това е доскорошния технически директор, настоящ съсобственик – Патрик Хед. Той е свързан с тима и Франк от 1978 г. и неговият дял в създаването на отбора такъв, какъвто е, също е особено значим. Понастоящем той се занимава с ръководството на целия технически екип, където може да бъде извънредно полезен с огромния си опит.
През 2007 година екипът се нарича „АТТ Уилямс Ф1“ заради новия основен спонсор – компанията АТТ. Двигатели доставя японската компания Тойота. През 2008 и 2009 пилоти в отбора са Нико Росберг и Казуки Накаджима, а тест пилот е Нико Хюлкенберг.

## История на Уилямс

### Форд (1976 – 1983)

#### 1978
През сезон 1977 отборът дебютира с болида Марч 761 с белгиеца Патрик Нюв, участвайки в 11 състезания. Година по-късно Патрик Хед създава Уилямс FW06. Тимът взима австралиеца Алън Джоунс, който е победител в ГП на Австрия преди една година, но като пилот на Шадоу замествайки Том Прайс, който загива в началото на сезона. Първото появяване е за Голямата награда на Аржентина, където Джоунс се класира 14-и, но отпада в 36 обиколка поради проблем в горивната система. Уилямс постига и първите точки две състезания по-късно за Голямата награда на ЮАР. Отборът постига и първия си подиум за Голямата награда на САЩ, където Джоунс финишира втори след аржентинеца Карлос Ройтеман от Скудерия Ферари. Уилямс завършва сезона на 10 място при конструкторите, а Алън завършва 12-и при пилотите.

#### 1979
Сезон 1979 Уилямс взима швейцареца Клей Регацони като втори пилот за тима. Отборът използва в първите си състезания стария модел на Уилямс, но по-късно се появява и Уилямс FW07. Дизайнер на болида е отново Патрик Хед като за първи път е използван въздушен ефект, измислен от Колин Чапман за неговия Лотус 79. Първите седем състезания не са в точките поради проблем с болидите с номера 27 и 28. В Голямата награда на Монако Клей завършва на втора позиция след южноафриканеца Джоди Шектър от Ферари. Следващият кръг в Дижон е битката между Ферари и Рено и най-вече между Жил Вилньов и Рене Арну в битката за втора позиция, макар че Жан-Пиер Жабуй печели домашното си състезание. Джоунс и Регацони финишираха 4-ти и 6-и. Швейцарският пилот на Уилямс печели първата за отбора, но и последна в неговата кариера Гран При на Великобритания с преднина от повече на 25 секунди от останалите. Нещата вървят добре за тима в Хокенхаймринг, където Алън Джоунс завършва първи, а съотборникът му Клей Регацони втори. Третата победа за Уилямс е пак за Джоунс, за когото това е втора като пилот за този отбор в Юстерайхринг на повече от половин минута пред втория Жил Вилньов от Ферари. От три последователни победи дойде и четвъртата в Зандвоорт, където австралиецът е непобедим преди Джоди Шектър да го направи в Монца и да стане световен шампион. Алън печели петата победа за Уилямс в Канада.
Уилямс завършва сезона на осма позиция с 59 точки при конструкторите. Алън Джоунс е най-близкият от пилотите неподсредствено от дуото на Ферари Вилньов и шампиона Шектър. Австралиецът записва 43 точки при пилотите на трета позиция и 17 след южноафриканеца. Съотборникът му Регацони завършва на две позиции зад Джоунс и Жак-Анри Лафит от Лижие. По-късно швейцарецът напуска отбора и на негово място идва Карлос Ройтеман, който през този сезон кара за Лотус.

#### 1980
Този сезон е и годината на Уилямс, защото съперниците от Ферари имат голям спад. Джоунс печели първия кръг в Аржентина и останалите състезания в Пол Рикард, Брандс Хетч, Монреал и финалния кръг в Уоткинс Глен. Алън Джоунс става първият пилот от Уилямс, който е световен шампион със 17 точки преднина от втория Нелсън Пикет от Брабам. При конструкотрите Уилямс е със 120 точки пред втория Лижие.

#### 1981
Дуото печели четири състезания през сезон 1981. Алън Джоунс печели откритото състезание в Лонг Бийч и последното в Лас Вегас, докато Ройтеман печели в Жакарепагуа и петия кръг в Золдер. Това не спира Нелсън Пикет към първата за него титла във Формула 1.

#### 1982
След като Алън Джоунс напуска Формула 1, на негово място идва финландецът Кеке Росберг, който не е записал нито една точка предишния сезон като пилот на Фитипалди Аутомотив. Финландецът печели шампионата тази година, като спечелва само едно състезание в Голямата награда на Швейцария. Съотборникът му Карлос Ройтеман участва само в две от общо 16 състезания, след неразбирателство с Франк Уилямс. На негово място кара Марио Андрети само за състезанието в Лонг Бийч, след което Дерек Дейли го замества в следващите състезания до края на сезона. Уилямс завършва четвърти при отборите 16 точки зад Ферари.

### Хонда (1983 – 1987)

#### 1983
През 1983 шефът на тима Франк Уилямс търси споразумение с Хонда, които разработват свой V6 турбодвигател с отбора на Спирит. Най-после споразумението между Хонда и Уилямс е готово в началото на 1983 и отборът ще използва двигателите през сезон 1984. Междувременно отборът продължава да се състезава с двигателите Форд преди последното състезание в Киалами, където отборът използва японските двигатели. Там Росберг финишира пети в последното състезание. Отборът финишира на четвърта позиция при отборите с 36 точки, включително и победа за Голямата награда на Монако благодарение на първата позиция на Кеке Росберг.

#### 1984
За сезон 1984 Хед създава тромавия FW09. Единствената победа е за Голямата награда на Далас, постигната от Кеке Росберг, и втора позиция в първото състезание за сезона в Бразилия. Съотборникът му Жак-Анри Лафит завършва 14-и при пилотите със само пет точки. Отборът завършва на шеста позиция с 25,5 точки, с осмо място на Кеке Росберг при пилотите.

#### 1985
През 1985 Хед създава FW10, който е и първият болид, конструиран от карбонови нишки – технология, разработена от Макларън. Британският пилот Найджъл Менсъл се приесъедени в отбора заедно с Кеке Росберг като съотборник. Отборът постига четири победи с двете победи на Росберг в Детройт и Алелейд, докато Менсъл също постигна две победи в Брандс Хетч и в Киалами. Отборът финишира на трети при конструкторите със 71 точки.

#### 1986
В март 1986 Франк Уилямс се бори за своето оцеляване след тежка катастрофа която го остави парализиран за цял живот. Той не се връща в боксовете почти година. Въпреки загубата на присъствие за отбора Уилямс постига 9 победи и титла при конструкторите и са били много близо до спечелване на титлата при пилоти след като Менсъл отпадна поради избухване на задна лява гума за Голямата награда на Австралия, последното състазание за този сезон. Негов съперник и съотборник Нелсън Пикет направи пит-стоп след инцидента на британеца. Това гарантира втора световна титла на Ален Прост карайки за Макларън.

#### 1987
Сезон 1987 Уилямс-Хонда постигна първата и единствена титла при пилотите в лицето на Нелсън Пикет който постигна 76 точки – 73 след като три точки са премахнати във връзка с генералното класиране при пилотите. Той спечели три състезания, докато съотборника му Найджъл Менсъл бе с 15 точки по-малко – 12 поради поправката с 6 победи. Тимът завърши на първа позиция при отборите с общо 137 точки, 61 пред техния близък съперник Макларън. Въпреки този си успех Хонда прекрати свойто сътрудничество с Уилямс в края на годината за сметка на Макларън и Лотус.

### Джъд

#### 1988
Безпомощен да сключи споразумение с друга голяма двигателна компания, Уилямс използва атмосферните двигатели на Джъд за сезон 1988. Това означава че те са изхвърлили значителните резултати сравнява недостига с техните турбо-захраванщите отбори. Пикет се присъедени към Лотус които са запазили двигателите Хонда за 1988 най-вече заради Сатору Накаджима. Уилямс взеха италианеца Рикардо Патрезе за да замести мястото на световния шампион за 1987. Отбора не спечели нито една победа за този сезон и завършиха на 7-о място с 20 точки. Единствените големи представания са вторите места на Найджъл Менсъл в Британската и Испанската ГП. Той трябваше да пропусне две състезания поради заболяване а заместници са били Мартин Брандъл и Жан-Луи Шлесер.

### Рено и Мекахром (1989 – 1999)
През 1989 Уилямс сключи договор с френската двигателна компания Рено да бъде техен доставчик. Това ще донесе 4 Световни титли при пилотите и 5 при конструкторите преди тяхното отказване пре 1997. Комбинацията от мощните двигатели на Рено и дизанерските идеи на Ейдриън Нюй правят тима доминиращ в средата на 90-те.

#### 1989
Ерата на Рено стартира през сезон 1989 с Рикардо Патрезе и Тиери Бутсен в болидите на Уилямс FW12B. В Бразилия Бутсен отпадна от състезанието поради повреда в двигателя а Патрезе напусна надпреварата по късно поради проблем с алтернатора след като водеше пред останалите. Тима обаче си върна формата си с 4-то на Бутсен на Имола. Две състезния по-късно Патрезе донесе и първия подиум на Уилямс с двигатели Рено, като завършва 2-ри след победителя Айртон Сена и пред Тирел-а на Микеле Алборето. След това те постигнаха и първата победа благодарение на Бутсен в Канада при дъждовни условия, както и 1 – 2 място за тима за първи път след последната двойна победа в Мексико през 1987 г. Белгиеца донесе и втората победа на тима с френските двигатели в Австралия. Уилямс финишира сезона на втора позиция при отборите със 77 точки, 64 зад Макларън. Патрезе финишира на трета позиция с 40 точки, 41 зад световния шампион за 1989 Ален Прост. Бутсен завърши на 5-а позиция с 37 точки.

#### 1990
Уилямс запази техните пилоти Патрезе и Бутсен и за сезон 1990. Въпреки победата на италианеца в Сан Марино и пол-позишъна на Бутсен водейки и до 3-та и последна победа в неговата кариера, тимът завърши 4-ти с 30 точки по-малко от предишния сезон. Бутсен финишира на 6-а позиция с 34 точки, а Патрезе с позиция зад белгиеца с 23 точки.

#### 1991
Бутсен напусна Уилямс за да се присъедини към френския тим Лижие. Неговото място е заето от Найджъл Менсъл, като отбора взима и със себе си бъдещия световен шампион за 1996 Деймън Хил като тест-пилот. Уилямс се провали в началния кръг във Финикс поради проблеми със скоростната кутия. Патрезе върна формата на тима в Интерлагос завършейки 2-ри зад победителя Айртон Сена. В Имола и двамата пилоти отпаднаха: Менсъл след инцидент и Патрезе с електрическа повреда след 17 обиколки. В Монако, Менсъл записа първите си точки и подиум завършейки 2-ри на 18 секунди за Сена. В следващото състезание двамата пилоти стартираха на първа редица. Нов провал сполетява и двамата пилоти: Патрезе получи проблеми със скоростната кутия, но завърши 3-ти въпреки това. Менсъл нямаше този късмет, повреда в електрониката провали шансовете за победа. След това британеца спечели 3 последователни състезания във Франция, Великобритания и Германия. Сена спря победния устрем на Уилямс с победа в Унгария. След това Менсъл завърши първи в Италия и Испания, докато Патрезе спечели ГП на Португалия, след като съотборника му бе порутен от скалъпен пит-стоп от което само три болта са били монтирани. Все пак Уилямс завършиха на 2-ра позиция при конструкторите със 125 точки, 14 зад Макларън. Менсъл завърши втори при пилотите със 72 точки, 24 зад Сена.

#### 1992
Уилямс направи крачка напред към сезон 1992, като запазва Менсъл и Патрезе в редиците си. Менсъл започна сезона с победа в Южна Африка пред своя съотборник, който завърши на 24 секунди от британеца. След това Менсъл спечели състезанията в Мексико Сити, Интерлагос, Каталуня и Имола. Патрезе финишира втори във всичките състезания без едно от тях след като отпадна в Каталуня след завъртане при лоши условия. Петте поредни победи на Найджъл по това време бе рекорд. В Монако, Сена излезе победител след дълга битка с Менсъл. След това в Монреал и двата Уилямс-а отпаднаха като Менсъл се завъртя в края на първата обиколка, а Патрезе с повреда по скоростната кутия. После Менсъл победи в още четири състезания (включително и ГП на Великобритания). Уилямс грабна титлата при конструкторите със 164 точки, 65 повече от Макларън. Найджъл грабна титлата при пилотите със 108 точки, с Патрезе финиширайки втори с 56 точки. Със своите 9 победи в един сезон, Менсъл постигна нов рекорд, преди то да бъде подобрено от Михаел Шумахер през 2002.
Макар спечелването на титлата, мястото на Менсъл не бе ясно за следващия сезон. Слуховете били са че Ален Прост и Аертон Сена се опитаха да подпишат за Уилямс. Позицията на Патрезе също бе под заплаха и в крайна сметка се присъедени в отбора на Бенетон. Иронично от очакванията единствено Прост се съгласи с правилата с Уилямс за сезон 1993, оставайки празно място от Патрезе в отбора. С назначаването на Прост като пилот на Уилямс, Менсъл напусна тима за да се състезава в сериите КАРТ, вместо да бъде съотборник с французина тъй като нямаха добри взаимоотношения от времето когато бяха съотборници във Ферари.

#### 1993
С пристигането на Ален Прост в отбора, и решението на Менсъл да напусне Уилямс за да се състезава в КАРТ, даде шанс на тест-пилота на тима, Деймън Хил на заеме мястото на сънародника си.
Уилямс FW15C бе доминираща кола, с активно окачване и тракшън контрол. Прост в своето първо състезание в отбора финишира първи в Южна Африка, и също като Менсъл доминираше в квалификациите и в състезанието, с около близо минута пред Сена. Следващото състезание в Бразилия бе катастрофално за Прост като се удари с Минарди-то на Кристиан Фитипалди в дъжда на 29 обиколка, докато Хил постигна своя първи подиум за сезона с 16 секунди зад победителя Сена. Прост печели 3 от следващите четири кръга за Уилямс, докато Сена печели в Донингтон. После Прост и Хил постигнаха двойна победа във Франция, което бе единствената двойна победа този сезон. Французина взе следващите в Силвърстоун и Хокенхаимринг където Хил имаше възможност на спечели и двете ако не бяха повреди по неговия болид. Междувременно Хил постигна първата си победа в Унгария, следвайки победи и в Белгия и Италия. След Италия тимът не е печелил нито едно гран при, но бе достатъчно на Прост да спечели четвъртата световна титла в Ещорил финиширайки втори а Шумахер бе победител там. В последните две победите бяха за Сена. Уилямс печели титлата при конструкторите с 84 пред втория Макларън.
1993 маркира и последната година с който Канон и Камел са спонсори на Уилямс.

#### 1994
По време на сезон 1994, Уилямс използва болида FW16(разработен преди началото на сезона) и B версията. След като Канон напуска тима, Уилямс подписва договор с Ротманс Интернашинъл, като спонсор на отбора до 1997 г. Цветовете на болидите им вече са синьо и бяла.
Уилямс успяха да привлекат Аертон Сена за 1994 г., причинявайки Прост да прекрати своята състезателна кариера вместо да бъдат съотборници. Сена се счита като фаворит за титлата, след като се присъедини в отбор, който е печелил титли при конструкторите и имат надеждни коли, с Деймън Хил вече в тима за втора поредна година. Между тях Прост, Сена и Хил са спечелили всикчките състезания през 1993, с изключение на едно благодарение на Михаел Шумахер.
Пред-сезонните тестове показаха че FW16 е бърза кола но трудна за управление. Това става факт след като ФИА забрани електрическите устройства като активно окачване, тракшън контрол и ABS системи, за да могат да направят спорта „по-човешки“. Именно тези устройства донесоха на Уилямс титлите при конструкторите. С тяхното премахване колата не бе добра за управление най-вече в задната част. Сена обясни че колата има още какво да се работи по нея за да бъде в перфектна кондиция. Това е нормално тъй като FW16 не е на нивото на предишните си болиди FW15C и FW14B. Изненадата в пред-сезонните тестове бяха Бенетон-Форд който са бавни, но по-добри.

## Статистика

### Световни шампиони при пилотите
| Година | Пилот          | Двигател     | Гуми   |
| ------ | -------------- | ------------ | ------ |
| 1980   | Алън Джоунс    | Уилямс-Форд  | Гудиър |
| 1982   | Кеке Розберг   | Уилямс-Форд  | Гудиър |
| 1987   | Нелсон Пикет   | Уилямс-Хонда | Гудиър |
| 1992   | Найджъл Менсъл | Уилямс-Рено  | Гудиър |
| 1993   | Ален Прост     | Уилямс-Рено  | Гудиър |
| 1996   | Деймън Хил     | Уилямс-Рено  | Гудиър |
| 1997   | Жак Вилньов    | Уилямс-Рено  | Гудиър |

### Световни шампиони при конструкторите
| Година | Конструктор | Двигател | Гуми   |
| ------ | ----------- | -------- | ------ |
| 1980   | Уилямс      | Форд     | Гудиър |
| 1981   | Уилямс      | Форд     | Гудиър |
| 1986   | Уилямс      | Хонда    | Гудиър |
| 1987   | Уилямс      | Хонда    | Гудиър |
| 1992   | Уилямс      | Рено     | Гудиър |
| 1993   | Уилямс      | Рено     | Гудиър |
| 1994   | Уилямс      | Рено     | Гудиър |
| 1996   | Уилямс      | Рено     | Гудиър |
| 1997   | Уилямс      | Рено     | Гудиър |

### Пилоти участвали за Уилямс
| Брой Пилоти |        | Участия | Победи | ПП  | НБО | Точки | Подиуми |
| 55          | Уилямс | 716     | 114    | 128 | 133 | 3554  | 296     |
| ----------- | ------ | ------- | ------ | --- | --- | ----- | ------- |

| N  | Пилот                | Участия | Победи | ПП | НБО | Точки | Подиуми |
| -- | -------------------- | ------- | ------ | -- | --- | ----- | ------- |
| 1  | Найджъл Менсъл       | 95      | 28     | 28 | 23  | 369   | 43      |
| 2  | Деймън Хил           | 65      | 21     | 20 | 19  | 326   | 40      |
| 3  | Жак Вилньов          | 49      | 11     | 13 | 9   | 180   | 21      |
| 4  | Алън Джоунс          | 60      | 11     | 6  | 13  | 171   | 22      |
| 5  | Ален Прост           | 16      | 7      | 13 | 6   | 99    | 12      |
| 6  | Нелсън Пикет         | 31      | 7      | 6  | 11  | 145   | 21      |
| 7  | Ралф Шумахер         | 94      | 6      | 5  | 7   | 232   | 21      |
| 8  | Кеке Росберг         | 62      | 5      | 4  | 3   | 131,5 | 15      |
| 9  | Хуан Пабло Монтоя    | 68      | 4      | 11 | 11  | 221   | 23      |
| 10 | Рикардо Патрезе      | 81      | 4      | 6  | 10  | 180   | 24      |
| 11 | Карлос Ройтеман      | 31      | 3      | 2  | 3   | 104   | 16      |
| 12 | Тиери Бутсен         | 32      | 3      | 1  | 1   | 71    | 8       |
| 13 | Дейвид Култард       | 25      | 1      | 5  | 4   | 63    | 9       |
| 14 | Хайнц-Харалд Френцен | 33      | 1      | 1  | 6   | 59    | 8       |
| 15 | Клей Регацони        | 15      | 1      | –  | 2   | 32    | 5       |
| 16 | Айртон Сена          | 3       | –      | 3  | 1   | –     | -       |
| 17 | Ник Хайдфелд         | 13      | –      | 1  | –   | 28    | 3       |
| 18 | Нико Росберг         | 70      | –      | –  | 2   | 75,5  | 2       |
| 19 | Жак-Анри Лафит       | 39      | –      | –  | –   | 22    | 1       |
| 20 | Марк Уебър           | 36      | –      | –  | –   | 43    | 1       |
| 21 | Дженсън Бътън        | 17      | –      | –  | –   | 12    | -       |
| 22 | Алесандро Нанини     | 16      | –      | –  | –   | –     | -       |
| 23 | Александер Вурц      | 16      | –      | –  | –   | 13    | 1       |
| 24 | Дерек Дейли          | 12      | –      | –  | –   | 8     | -       |
| 25 | Артуро Мерцарио      | 11      | –      | –  | –   | –     | -       |

### Двигатели доставяни за Уилямс
| N | Двигател     | Участия | Победи | ПП | НБО | Точки | Подиуми |
| - | ------------ | ------- | ------ | -- | --- | ----- | ------- |
| 1 | Рено         | 181     | 64     | 80 | 70  | 1196  | 142     |
| 2 | Хонда        | 65      | 23     | 19 | 22  | 376,5 | 47      |
| 3 | Форд Косуърт | 114     | 17     | 10 | 18  | 401   | 52      |
| 4 | БМВ          | 103     | 10     | 17 | 17  | 506   | 45      |
| 5 | Тойота       | 52      | –      | –  | 1   | 93,5  | 3       |
| 6 | Косуърт      | 56      | –      | 1  | 1   | 85    | -       |
| 7 | Джъд         | 16      | –      | –  | 1   | 20    | 2       |
| 8 | Мекахром     | 16      | –      | –  | –   | 38    | 3       |
| 9 | Супертек     | 16      | –      | –  | 1   | 35    | 3       |

- Stats F1 //   Посетен на 25 октомври 2013.

### Гуми, доставяни за Уилямс
| N | Гуми       | Участия | Победи | ПП  | НБО | Точки | Подиуми |
| - | ---------- | ------- | ------ | --- | --- | ----- | ------- |
| 1 | Гудиър     |         | 100    | 107 | 106 |       | 234     |
| 2 | Мишлен     |         | 13     | 18  | 21  |       | 53      |
| 3 | Пирели     |         | 1      | –   | –   |       |         |
| 4 | Бриджстоун |         | –      | –   | 3   |       | 9       |

### Победи на Уилямс във Формула 1
- Stats F1 //   Посетен на 25 октомври 2015.

| N   |      | Пилот                | Двигател            | Г | Голяма награда | Писта            | Статистика |
| --- | ---- | -------------------- | ------------------- | - | -------------- | ---------------- | ---------- |
| 1   | 1979 | Клей Регацони        | Уилямс-Форд-Косуърт | Г | Великобритания | Силвърстоун      | Статистика |
| 2   | 1979 | Алън Джоунс          | Уилямс-Форд-Косуърт | Г | ГП Германия    | Хокенхаймринг    | Статистика |
| 3   | 1979 | Алън Джоунс          | Уилямс-Форд-Косуърт | Г | ГП Австрия     | Йостерайхринг    | Статистика |
| 4   | 1979 | Алън Джоунс          | Уилямс-Форд-Косуърт | Г | ГП Нидерландия | Зандворд         | Статистика |
| 5   | 1979 | Алън Джоунс          | Уилямс-Форд-Косуърт | Г | ГП Канада      | Монреал          | Статистика |
| 6   | 1980 | Алън Джоунс          | Уилямс-Форд-Косуърт | Г | ГП Аржентина   | Оскар Галвес     | Статистика |
| 7   | 1980 | Карлос Ройтеман      | Уилямс-Форд-Косуърт | Г | ГП Монако      | Монте Карло      | Статистика |
| 8   | 1980 | Алън Джоунс          | Уилямс-Форд-Косуърт | Г | ГП Франция     | Пол Рикар        | Статистика |
| 9   | 1980 | Алън Джоунс          | Уилямс-Форд-Косуърт | Г | Великобритания | Брандс Хетч      | Статистика |
| 10  | 1980 | Алън Джоунс          | Уилямс-Форд-Косуърт | Г | ГП Канада      | Монреал          | Статистика |
| 11  | 1980 | Алън Джоунс          | Уилямс-Форд-Косуърт | Г | ГП САЩ         | Уоткинс Глен     | Статистика |
| 12  | 1981 | Алън Джоунс          | Уилямс-Форд-Косуърт | М | ГП САЩ-запад   | Лонг Бийч        | Статистика |
| 13  | 1981 | Карлос Ройтеман      | Уилямс-Форд-Косуърт | М | ГП Бразилия    | Жакарепагуа      | Статистика |
| 14  | 1981 | Карлос Ройтеман      | Уилямс-Форд-Косуърт | М | ГП Белгия      | Золдер           | Статистика |
| 15  | 1981 | Алън Джоунс          | Уилямс-Форд-Косуърт | Г | ГП Лас Вегас   | Сизарс Палас     | Статистика |
| 16  | 1982 | Кеке Росберг         | Уилямс-Форд-Косуърт | Г | ГП Швейцария   | Дижон-Преноа     | Статистика |
| 17  | 1983 | Кеке Росберг         | Уилямс-Форд-Косуърт | Г | ГП Монако      | Монте Карло      | Статистика |
| 18  | 1984 | Кеке Росберг         | Уилямс-Хонда        | Г | ГП Далас       | Феър парк        | Статистика |
| 19  | 1985 | Кеке Росберг         | Уилямс-Хонда        | Г | ГП Детройт     | Детройт          | Статистика |
| 20  | 1985 | Найджъл Менсъл       | Уилямс-Хонда        | Г | ГП Европа      | Брандс Хетч      | Статистика |
| 21  | 1985 | Найджъл Менсъл       | Уилямс-Хонда        | Г | ГП ЮАР         | Киалами          | Статистика |
| 22  | 1985 | Кеке Росберг         | Уилямс-Хонда        | Г | ГП Австралия   | Аделаида         | Статистика |
| 23  | 1986 | Нелсън Пикет         | Уилямс-Хонда        | Г | ГП Бразилия    | Жакарепагуа      | Статистика |
| 24  | 1986 | Найджъл Менсъл       | Уилямс-Хонда        | Г | ГП Белгия      | Спа              | Статистика |
| 25  | 1986 | Найджъл Менсъл       | Уилямс-Хонда        | Г | ГП Канада      | Монреал          | Статистика |
| 26  | 1986 | Найджъл Менсъл       | Уилямс-Хонда        | Г | ГП Франция     | Пол Рикар        | Статистика |
| 27  | 1986 | Найджъл Менсъл       | Уилямс-Хонда        | Г | Великобритания | Брандс Хетч      | Статистика |
| 28  | 1986 | Нелсън Пикет         | Уилямс-Хонда        | Г | ГП Германия    | Хокенхаймринг    | Статистика |
| 29  | 1986 | Нелсън Пикет         | Уилямс-Хонда        | Г | ГП Унгария     | Хунгароринг      | Статистика |
| 30  | 1986 | Нелсън Пикет         | Уилямс-Хонда        | Г | ГП Италия      | Монца            | Статистика |
| 31  | 1986 | Найджъл Менсъл       | Уилямс-Хонда        | Г | ГП Португалия  | Ещорил           | Статистика |
| 32  | 1987 | Найджъл Менсъл       | Уилямс-Хонда        | Г | ГП Сан Марино  | Имола            | Статистика |
| 33  | 1987 | Найджъл Менсъл       | Уилямс-Хонда        | Г | ГП Франция     | Пол Рикар        | Статистика |
| 34  | 1987 | Найджъл Менсъл       | Уилямс-Хонда        | Г | Великобритания | Силвърстоун      | Статистика |
| 35  | 1987 | Нелсън Пикет         | Уилямс-Хонда        | Г | ГП Германия    | Хокенхаймринг    | Статистика |
| 36  | 1987 | Нелсън Пикет         | Уилямс-Хонда        | Г | ГП Унгария     | Хунгароринг      | Статистика |
| 37  | 1987 | Найджъл Менсъл       | Уилямс-Хонда        | Г | ГП Австрия     | Йостерайхринг    | Статистика |
| 38  | 1987 | Нелсън Пикет         | Уилямс-Хонда        | Г | ГП Италия      | Монца            | Статистика |
| 39  | 1987 | Найджъл Менсъл       | Уилямс-Хонда        | Г | ГП Испания     | Херес            | Статистика |
| 40  | 1987 | Найджъл Менсъл       | Уилямс-Хонда        | Г | ГП Мексико     | Ерманос Родригес | Статистика |
| 41  | 1989 | Тиери Бутсен         | Уилямс-Рено         | Г | ГП Канада      | Жил Вилньов      | Статистика |
| 42  | 1989 | Тиери Бутсен         | Уилямс-Рено         | Г | ГП Австралия   | Аделаида         | Статистика |
| 43  | 1990 | Рикардо Патрезе      | Уилямс-Рено         | Г | ГП Сан Марино  | Имола            | Статистика |
| 44  | 1990 | Тиери Бутсен         | Уилямс-Рено         | Г | ГП Унгария     | Хунгароринг      | Статистика |
| 45  | 1991 | Рикардо Патрезе      | Уилямс-Рено         | Г | ГП Мексико     | Ерманос Родригес | Статистика |
| 46  | 1991 | Найджъл Менсъл       | Уилямс-Рено         | Г | ГП Франция     | Маникур          | Статистика |
| 47  | 1991 | Найджъл Менсъл       | Уилямс-Рено         | Г | Великобритания | Силвърстоун      | Статистика |
| 48  | 1991 | Найджъл Менсъл       | Уилямс-Рено         | Г | ГП Германия    | Хокенхаймринг    | Статистика |
| 49  | 1991 | Найджъл Менсъл       | Уилямс-Рено         | Г | ГП Италия      | Монца            | Статистика |
| 50  | 1991 | Рикардо Патрезе      | Уилямс-Рено         | Г | ГП Португалия  | Ещорил           | Статистика |
| 51  | 1991 | Найджъл Менсъл       | Уилямс-Рено         | Г | ГП Испания     | Каталуня         | Статистика |
| 52  | 1992 | Найджъл Менсъл       | Уилямс-Рено         | Г | ГП ЮАР         | Киалами          | Статистика |
| 53  | 1992 | Найджъл Менсъл       | Уилямс-Рено         | Г | ГП Мексико     | Ерманос Родригес | Статистика |
| 54  | 1992 | Найджъл Менсъл       | Уилямс-Рено         | Г | ГП Бразилия    | Интерлагос       | Статистика |
| 55  | 1992 | Найджъл Менсъл       | Уилямс-Рено         | Г | ГП Испания     | Каталуня         | Статистика |
| 56  | 1992 | Найджъл Менсъл       | Уилямс-Рено         | Г | ГП Сан Марино  | Имола            | Статистика |
| 57  | 1992 | Найджъл Менсъл       | Уилямс-Рено         | Г | ГП Франция     | Маникур          | Статистика |
| 58  | 1992 | Найджъл Менсъл       | Уилямс-Рено         | Г | Великобритания | Силвърстоун      | Статистика |
| 59  | 1992 | Найджъл Менсъл       | Уилямс-Рено         | Г | ГП Германия    | Хокенхаймринг    | Статистика |
| 60  | 1992 | Найджъл Менсъл       | Уилямс-Рено         | Г | ГП Унгария     | Хунгароринг      | Статистика |
| 61  | 1992 | Найджъл Менсъл       | Уилямс-Рено         | Г | ГП Португалия  | Ещорил           | Статистика |
| 62  | 1992 | Рикардо Патрезе      | Уилямс-Рено         | Г | ГП Япония      | Судзука          | Статистика |
| 63  | 1993 | Ален Прост           | Уилямс-Рено         | Г | ГП ЮАР         | Киалами          | Статистика |
| 64  | 1993 | Ален Прост           | Уилямс-Рено         | Г | ГП Сан Марино  | Имола            | Статистика |
| 65  | 1993 | Ален Прост           | Уилямс-Рено         | Г | ГП Испания     | Каталуня         | Статистика |
| 66  | 1993 | Ален Прост           | Уилямс-Рено         | Г | ГП Канада      | Жил Вилньов      | Статистика |
| 67  | 1993 | Ален Прост           | Уилямс-Рено         | Г | ГП Франция     | Маникур          | Статистика |
| 68  | 1993 | Ален Прост           | Уилямс-Рено         | Г | Великобритания | Силвърстоун      | Статистика |
| 68  | 1993 | Ален Прост           | Уилямс-Рено         | Г | ГП Германия    | Хокенхаймринг    | Статистика |
| 69  | 1993 | Деймън Хил           | Уилямс-Рено         | Г | ГП Унгария     | Хунгароринг      | Статистика |
| 70  | 1993 | Деймън Хил           | Уилямс-Рено         | Г | ГП Белгия      | Спа              | Статистика |
| 71  | 1993 | Деймън Хил           | Уилямс-Рено         | Г | ГП Италия      | Монца            | Статистика |
| 72  | 1994 | Деймън Хил           | Уилямс-Рено         | Г | ГП Испания     | Каталуня         | Статистика |
| 73  | 1994 | Деймън Хил           | Уилямс-Рено         | Г | Великобритания | Силвърстоун      | Статистика |
| 74  | 1994 | Деймън Хил           | Уилямс-Рено         | Г | ГП Белгия      | Спа              | Статистика |
| 75  | 1994 | Деймън Хил           | Уилямс-Рено         | Г | ГП Италия      | Монца            | Статистика |
| 76  | 1994 | Деймън Хил           | Уилямс-Рено         | Г | ГП Португалия  | Ещорил           | Статистика |
| 77  | 1994 | Деймън Хил           | Уилямс-Рено         | Г | ГП Япония      | Судзука          | Статистика |
| 78  | 1994 | Найджъл Менсъл       | Уилямс-Рено         | Г | ГП Австралия   | Аделаида         | Статистика |
| 79  | 1995 | Деймън Хил           | Уилямс-Рено         | Г | ГП Аржентина   | Оскар Галвес     | Статистика |
| 80  | 1995 | Деймън Хил           | Уилямс-Рено         | Г | ГП Сан Марино  | Имола            | Статистика |
| 81  | 1995 | Деймън Хил           | Уилямс-Рено         | Г | ГП Унгария     | Хунгароринг      | Статистика |
| 82  | 1995 | Дейвид Култард       | Уилямс-Рено         | Г | ГП Португалия  | Ещорил           | Статистика |
| 83  | 1995 | Деймън Хил           | Уилямс-Рено         | Г | ГП Австралия   | Аделаида         | Статистика |
| 84  | 1996 | Деймън Хил           | Уилямс-Рено         | Г | ГП Австралия   | Мелбърн          | Статистика |
| 85  | 1996 | Деймън Хил           | Уилямс-Рено         | Г | ГП Бразилия    | Интерлагос       | Статистика |
| 86  | 1996 | Деймън Хил           | Уилямс-Рено         | Г | ГП Аржентина   | Буенос Айрес     | Статистика |
| 87  | 1996 | Жак Вилньов          | Уилямс-Рено         | Г | ГП Европа      | Нюрбургринг      | Статистика |
| 88  | 1996 | Деймън Хил           | Уилямс-Рено         | Г | ГП Сан Марино  | Имола            | Статистика |
| 89  | 1996 | Деймън Хил           | Уилямс-Рено         | Г | ГП Канада      | Монреал          | Статистика |
| 90  | 1996 | Деймън Хил           | Уилямс-Рено         | Г | ГП Франция     | Маникур          | Статистика |
| 91  | 1996 | Жак Вилньов          | Уилямс-Рено         | Г | Великобритания | Силвърстоун      | Статистика |
| 92  | 1996 | Деймън Хил           | Уилямс-Рено         | Г | ГП Германия    | Хокенхаймринг    | Статистика |
| 93  | 1996 | Жак Вилньов          | Уилямс-Рено         | Г | ГП Унгария     | Хунгароринг      | Статистика |
| 94  | 1996 | Жак Вилньов          | Уилямс-Рено         | Г | ГП Португалия  | Ещорил           | Статистика |
| 95  | 1996 | Деймън Хил           | Уилямс-Рено         | Г | ГП Япония      | Судзука          | Статистика |
| 96  | 1997 | Жак Вилньов          | Уилямс-Рено         | Г | ГП Бразилия    | Интерлагос       | Статистика |
| 97  | 1997 | Жак Вилньов          | Уилямс-Рено         | Г | ГП Аржентина   | Буенос Айрес     | Статистика |
| 98  | 1997 | Хайнц-Харалд Френцен | Уилямс-Рено         | Г | ГП Сан Марино  | Имола            | Статистика |
| 99  | 1997 | Жак Вилньов          | Уилямс-Рено         | Г | ГП Испания     | Каталуня         | Статистика |
| 100 | 1997 | Жак Вилньов          | Уилямс-Рено         | Г | Великобритания | Силвърстоун      | Статистика |
| 101 | 1997 | Жак Вилньов          | Уилямс-Рено         | Г | ГП Унгария     | Хунгароринг      | Статистика |
| 102 | 1997 | Жак Вилньов          | Уилямс-Рено         | Г | ГП Австрия     | А1 Ринг          | Статистика |
| 103 | 1997 | Жак Вилньов          | Уилямс-Рено         | Г | ГП Люксембург  | Нюрбургринг      | Статистика |
| 104 | 2001 | Ралф Шумахер         | Уилямс-БМВ          | М | ГП Сан Марино  | Имола            | Статистика |
| 105 | 2001 | Ралф Шумахер         | Уилямс-БМВ          | М | ГП Канада      | Жил Вилньов      | Статистика |
| 106 | 2001 | Ралф Шумахер         | Уилямс-БМВ          | М | ГП Германия    | Хокенхаймринг    | Статистика |
| 107 | 2001 | Хуан Пабло Монтоя    | Уилямс-БМВ          | М | ГП Италия      | Монца            | Статистика |
| 108 | 2002 | Ралф Шумахер         | Уилямс-БМВ          | М | ГП Малайзия    | Сепанг           | Статистика |
| 109 | 2003 | Хуан Пабло Монтоя    | Уилямс-БМВ          | М | ГП Монако      | Монте Карло      | Статистика |
| 110 | 2003 | Ралф Шумахер         | Уилямс-БМВ          | М | ГП Европа      | Нюрбургринг      | Статистика |
| 111 | 2003 | Ралф Шумахер         | Уилямс-БМВ          | М | ГП Франция     | Маникур          | Статистика |
| 112 | 2003 | Хуан Пабло Монтоя    | Уилямс-БМВ          | М | ГП Германия    | Хокенхаймринг    | Статистика |
| 113 | 2004 | Хуан Пабло Монтоя    | Уилямс-БМВ          | М | ГП Бразилия    | Интерлагос       | Статистика |
| 114 | 2012 | Пастор Малдонадо     | Уилямс-Рено         | П | ГП Испания     | Каталуня         | Статистика |